# 位山灌区
位山灌区是中国山东省聊城市的一个灌区，其水源为黄河。灌区设计面积288万亩，实际面积为173.3万亩，进水闸设计流量为280立方米每秒。